# Pavimento residenziale

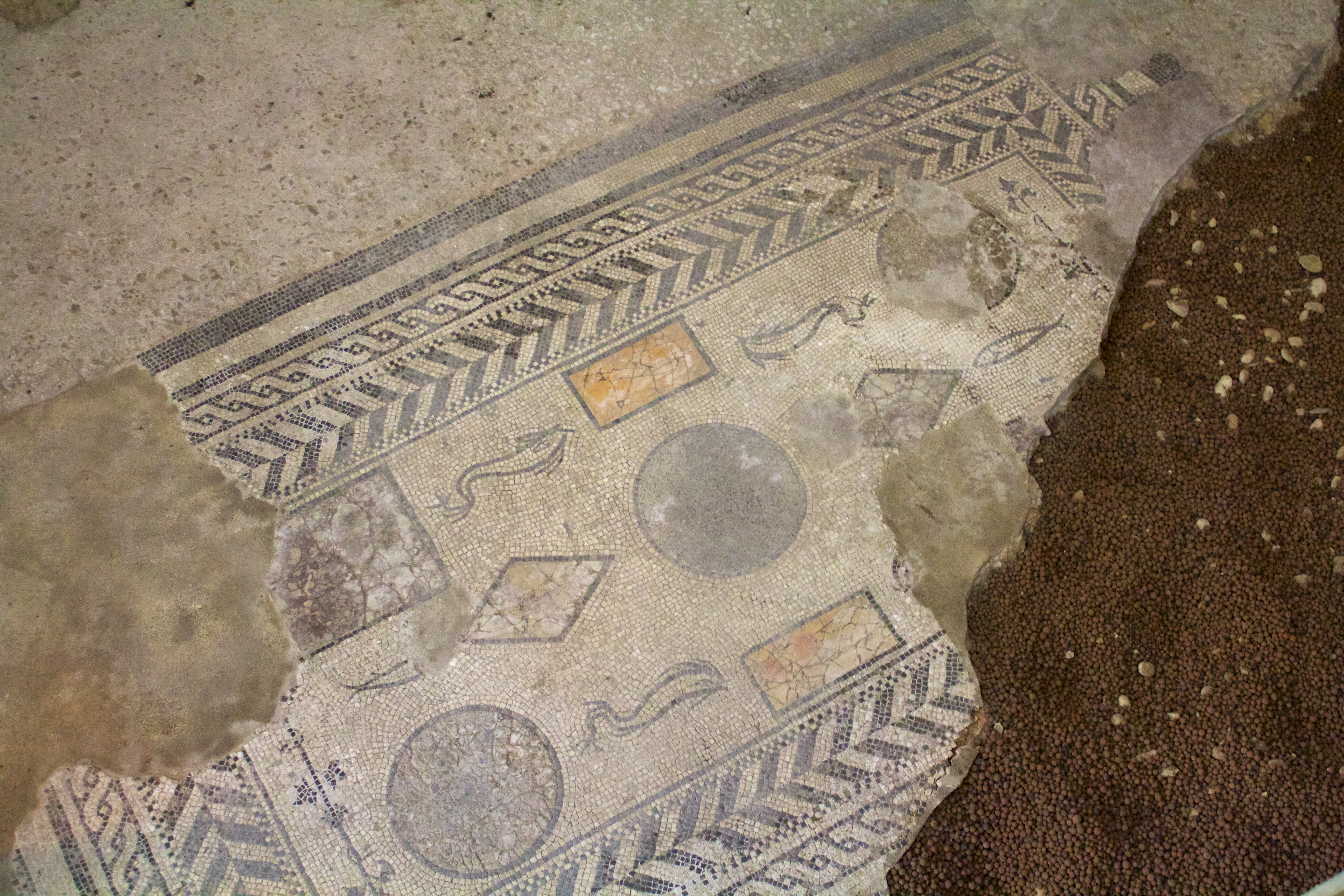
Pavimentazione a mosaico e tasselli lapidei della Domus romana (Asti)

Il pavimento residenziale è una particolare finitura delle superfici calpestabili adibite alla civile abitazione.
I requisiti dei materiali impiegati devono possedere adeguata resistenza all'usura, adeguati canoni estetici, modularità e facilità di sostituzione in caso di piccoli danneggiamenti.

Un'eccezione è costituita dal parquet o palchetto in legno, che non possiede rilevante resistenza ad usura meccanica, ma possiede ottime caratteristiche di isolamento termico e spesso notevole bellezza. Chi sceglie il legno deve però rassegnarsi alla futura comparsa di graffi e talvolta rigonfiamenti dovuti ad umidità e spesso da gradienti termici.

Per garantire un adeguato adattamento agli assestamenti strutturali, che inevitabilmente condizionano la vita dell'edificio, le finiture sono posate con opportuni giunti, che svolgono il compito di ammortizzatori laterali, fra un elemento e l'altro.

Le piastrelle o le lastre di pavimentazione vengono incollate ad uno strato di sottofondo, chiamato massetto, costituito da cemento e sabbia, che deve essere il più possibile piano, per evitare che le piastrelle, in seguito ai normali carichi di esercizio siano soggette a sollecitazioni mal sopportate da materiali fragili come la ceramica, che rischia di fessurarsi, richiedendo fastidiose riparazioni.

Sostituire una piastrella non è un'operazione particolarmente complessa, ma richiede tempo e possibilmente la mano di un operatore esperto nel settore. La piastrella rovinata dev'essere rimossa, ma evitando di rovinare anche le piastrelle vicine, con conseguenti maggiori spese di tempo e denaro. Da non sottovalutare il fatto che non è facile trovare lo stesso tipo di piastrella, con stesso colore e tono, per cui molti utenti prudenzialmente si cautelano tenendo da parte delle scorte di materiale, da usare in caso di riparazioni.

Il pavimento può essere di varie tipologie:
- piastrelle in ceramica usati per i rivestimenti di tutto l'alloggio, o almeno per zona cucina e zona bagno
- piastrelle in grès porcellanato per ingressi e soggiorni
- lastre di marmo per ingressi e soggiorni
- lastre di granito per scalinate e parti comuni condominiali
- mosaici molto usati in rivestimenti di dettaglio per cucine e bagni
- palchetti in legno, molto usati per camere da letto.
- pavimenti in cotto